# Estatuto da Virgínia para Liberdade Religiosa

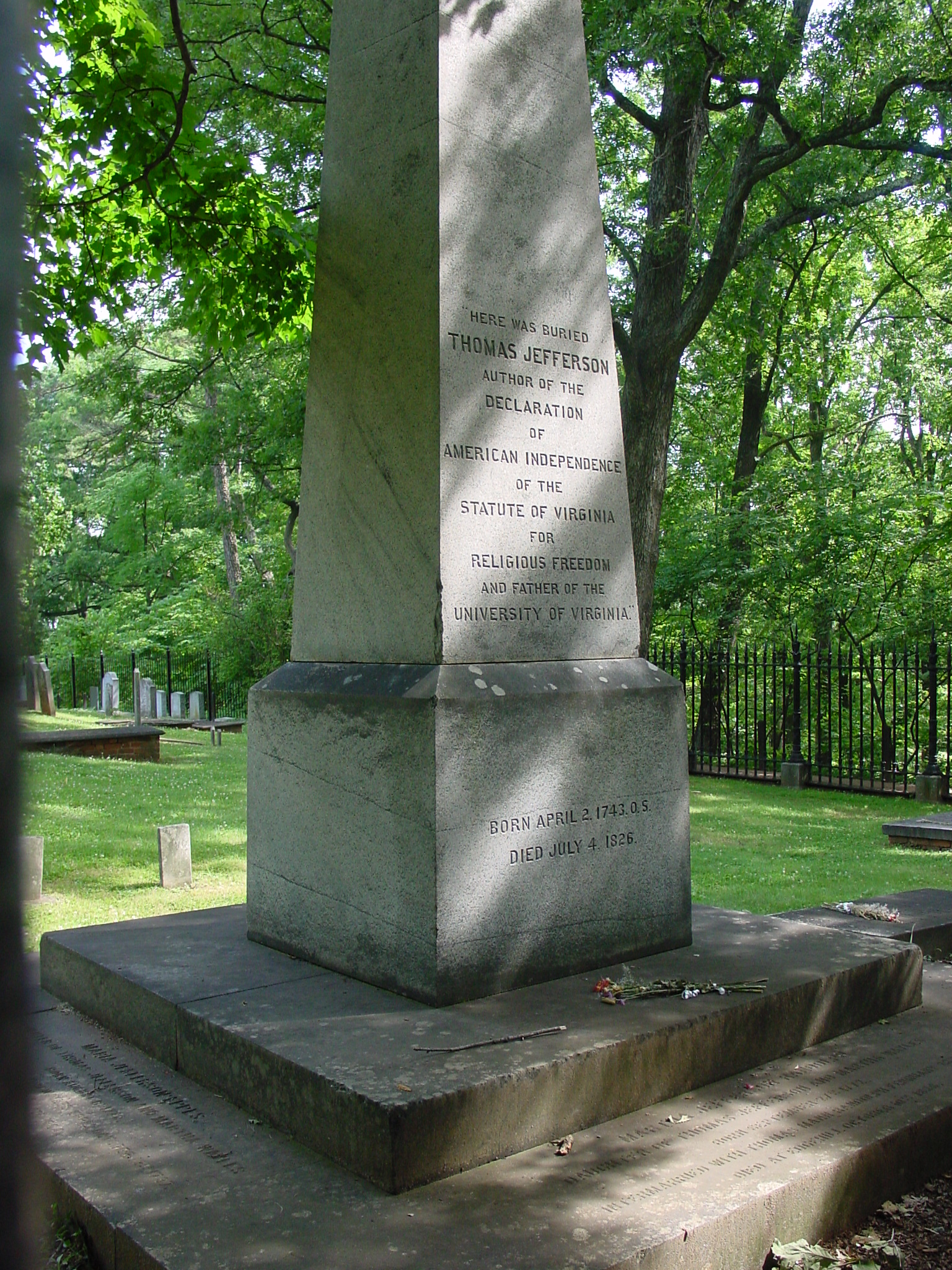
A lápide de Jefferson. A inscrição, como ele estipulou, diz "Aqui foi enterrado Thomas Jefferson, autor da Declaração da Independência Americana, do Estatuto da Virgínia para a Liberdade Religiosa e pai da Universidade da Virgínia."

O Estatuto da Virgínia para a Liberdade Religiosa foi redigido em 1777 por Thomas Jefferson na cidade de Fredericksburg, Virgínia. No entanto, não foi introduzido na Assembleia Geral da Virgínia até 1779. Em 16 de janeiro de 1786, a Assembleia promulgou o estatuto na lei estadual. O estatuto extinguiu a Igreja da Inglaterra na Virgínia e garantiu a liberdade de religião para pessoas de todas as religiões, incluindo cristãos de todas as denominações, judeus, muçulmanos e hindus. O estatuto foi um precursor notável da Cláusula de Estabelecimento e da Cláusula de Livre Exercício da Primeira Emenda da Constituição dos Estados Unidos.
O Estatuto da Liberdade Religiosa é uma de apenas três realizações que Jefferson instruiu colocar em seu epitáfio.

## Texto do estatuto
Um ato para estabelecer a liberdade religiosa.

Considerando que Deus Todo-Poderoso criou a mente livre;

Que todas as tentativas de influenciá-la por punições temporais ou fardos, ou por incapacitações civis tendem apenas a gerar hábitos de hipocrisia e mesquinhez e, portanto, são um afastamento do plano do santo autor de nossa religião, que sendo Senhor, tanto do corpo como mente, ainda optou por não propagar seu plano por meio de coerções, como estava em seu poder fazer,

Que a ímpia presunção de legisladores e governantes, tanto civis como eclesiásticos que, sendo eles próprios apenas falíveis e sem inspiração divina, assumiram domínio sobre a fé dos outros, estabelecendo suas próprias opiniões e modos de pensar como os únicos verdadeiros e infalíveis e, como tal, esforçando-se para impô-los aos outros, estabeleceram e mantiveram falsas religiões na maior parte do mundo e em todos os tempos;

Que obrigar um homem a fornecer contribuições em dinheiro para a propagação de opiniões nas quais ele não acredita é pecaminoso e tirânico;

Que mesmo o fato de forçá-lo a apoiar este ou aquele professor de sua própria convicção religiosa está privando-o da liberdade confortável de dar suas contribuições ao pastor em particular, cuja moral ele seguiria e cujos poderes ele considera mais convincentes para a justiça, e está retirando do Ministério aquelas recompensas temporárias, as quais, procedentes de uma aprovação de sua conduta pessoal, são um incitamento adicional ao trabalho sério e incessante para a instrução da humanidade;

Que nossos direitos civis não dependem de nossas opiniões religiosas mais do que de nossas opiniões em física ou geometria,

Que, portanto, a proscrição de qualquer cidadão como indigno da confiança pública, impondo-lhe a incapacidade de ser chamado a cargos de confiança e emolumento, a menos que professe ou renuncie a esta ou aquela opinião religiosa, está privando-o de forma prejudicial daqueles privilégios e vantagens aos quais, em comum com seus concidadãos, ele tem um direito natural,

Que tende apenas a corromper os princípios daquela mesma Religião que pretende encorajar, subornando com o monopólio de honras e emolumentos mundanos aqueles que externamente professam e se conformam a ela;

Que embora de fato sejam criminosos aqueles que não resistem a tal tentação, tampouco são inocentes os que colocam a isca em seu caminho;

Que permitir que o magistrado civil intrometa seus poderes no campo da opinião e restrinja a profissão ou a propagação de princípios sob a suposição de sua má tendência é uma falácia perigosa que de uma vez destrói toda liberdade religiosa porque ele é, naturalmente, o juiz dessa tendência e fará de suas opiniões a regra de julgamento e aprovará ou condenará os sentimentos dos outros conforme eles se enquadrarem ou sejam diferentes dos seus;

Que é suficiente para os propósitos legítimos do governo civil que seus oficiais interfiram quando os princípios se transformam em atos abertos contra a paz e a boa ordem;

E, finalmente, que a Verdade é grande, e prevalecerá se deixada por si mesma, que ela é a antagonista adequada e suficiente para o erro, e não tem nada a temer do conflito, a não ser que pela intervenção humana seja desarmada de suas armas naturais, a livre discussão e o debate, erros deixando de ser perigosos quando é permitido contradizê-los livremente:

Seja decretado pela Assembleia Geral que nenhum homem será compelido a frequentar ou apoiar qualquer culto religioso, local ou ministério de qualquer natureza, nem deverá ser forçado, restringido, molestado ou sobrecarregado em seu corpo ou bens, nem deverá sofrer por causa de suas opiniões ou crenças religiosas, mas que todos os homens serão livres para professar e, por meio de argumentos, manter suas opiniões em matéria de religião, e que as mesmas de forma alguma diminuirão, ampliarão ou afetarão suas capacidades civis. E embora saibamos bem que esta Assembleia eleita pelo povo apenas para os fins ordinários de Legislação, não tem poder para restringir os atos das Assembleias sucessivas constituídas com poderes iguais aos nossos, e que, portanto, declarar este ato irrevogável seria de nenhum efeito na lei; ainda somos livres para declarar, e declaramos que os direitos aqui afirmados são dos direitos naturais da humanidade, e que se qualquer ato for aprovado doravante para revogar o presente ou para restringir sua operação, tal ato será uma violação de direito natural.